# Leonard Read
Leonard Read (celým jménem Leonard Edward Read) (26. září 1898 – 14. května 1983) byl americký ekonom a publicista, který společně s lidmi jako byli Henry Hazlitt, Robert LeFevre nebo Albert J. Nock patřil mezi americké liberály a to především v ekonomické rovině.

## Život
Pocházel z rodiny farmáře. Již jako mladík založil firmu se zemědělskými produkty. Přešel do Kalifornie a stal se manažerem Obchodní komory. V roce 1945 byl zvolen do vedení celonárodní konfederace průmyslových firem, National Industrial Conference Board (NICB). Na toto místo však po osmi měsících rezignoval a založil organizaci pro podporu ekonomického vzdělávání Foundation for Economic Education (FEE), kde byl až do své smrti ředitelem a kde také publikoval svá hlavní ekonomická díla.
Read vždy zdůrazňoval etickou a náboženskou dimenzi lidské svobody. Sám byl silně věřící a fungování přírody a společnosti chápal jako důkaz Boží existence.

## Já, tužka
Během svého života napsal 27 knih. Nejvíce jej ale proslavil článek Já, tužka“ (I, Pencil), poprvé otištěný v časopise The Freeman v roce 1958, kde ukazuje problém, který představuje zdánlivě banální věc, jakou je vyrobení běžné grafitové tužky. Ukazuje na tomto příkladu nejeden ekonomický princip jako problém rozptýlených informací a mnohé další.

## Další díla
- Romance of Reality (New York: Dodd, Mead & Co., Inc., 1937)
- I'd Push the Button (New York: Joseph D. McGuire, 1946)
- Pattern for Revolt (1948)
- Students of Liberty (FEE, 1950)
- Outlook for Freedom (1951)
- Government - an Ideal Concept (FEE, 1954; 2nd edition 1997) ISBN 1-57246-061-X
- Why Not Try Freedom? (FEE, 1958)
- Elements of Libertarian Leadership (FEE, 1962)
- Anything That's Peaceful: The Case for the Free Market (FEE, 1964; revised edition 1992; 2nd edition 1998) ISBN 1-57246-079-2
- The Free Market and Its Enemy (FEE, 1965)
- Deeper then you Think (FEE, 1967)
- Where Lies This Fault? (FEE, 1967)
- Accent on the Right (FEE, 1968)
- The Coming Aristocracy (FEE, 1969)
- Let Freedom Reign (FEE, 1969)
- Talking To Myself (FEE, 1970)
- Then Truth Will Out (FEE, 1971)
- To Free or Freeze, That is the Question (FEE, 1972)
- Instead of Violence (FEE, 1973)
- Who's Listening (FEE, 1973)
- Free Man's Almanac (FEE, 1974)
- Having My Way (FEE, 1974)
- Castles in the Air (FEE, 1975) ISBN 0-910614-52-0
- The Love of Liberty (FEE, 1975)
- Comes the Dawn (FEE, 1976)
- Awake for Freedom's Sake (FEE, 1977)
- Vision (FEE, 1978)
- Liberty: Legacy of Truth (FEE, 1978)
- The Freedom Freeway (FEE, 1979)
- Seeds of Progress (FEE, 1980)
- Thoughts Rule the World (FEE, 1981)
- How Do We Know (FEE, 1981)
- The Path of Duty (FEE, 1982)
- Clichés of Socialism (FEE, various)